# Hanna Jadacka
Hanna Jadacka (ur. 1947) – profesor nauk humanistycznych, doktor habilitowana nauk filologicznych w zakresie językoznawstwa polonistycznego, profesor Instytutu Języka Polskiego Wydziału Polonistyki Uniwersytetu Warszawskiego.
W 1992 habilitowała się na UW na podstawie pracy Aktywność słowotwórcza polskich rzeczowników niemotywowanych (na materiale gniazdowym). W 2002 otrzymała tytuł naukowy profesora.
Wśród wypromowanych przez nią doktorów znalazła się Iwona Burkacka.

## Wybrane publikacje
- Hanna Jadacka: System słowotwórczy polszczyzny (1945-2000). Warszawa: Wydawnictwo Naukowe PWN, 2001. ISBN 83-01-13352-X. Brak numerów stron w książce
- Hanna Jadacka: Poradnik językowy dla prawników. Warszawa: Semper, 2002. ISBN 83-89100-00-2. Brak numerów stron w książce
- Hanna Jadacka: Wielki słownik poprawnej polszczyzny PWN. Warszawa: Wydawnictwo Naukowe PWN, 2004. ISBN 83-01-14203-0. Brak numerów stron w książce
- Hanna Jadacka: Słownik poprawnej polszczyzny PWN. Warszawa: Wydawnictwo Naukowe PWN, 2004. ISBN 83-01-14204-9. Brak numerów stron w książce
- Hanna Jadacka: Kultura języka polskiego : fleksja, słowotwórstwo, składnia. Warszawa: Wydawnictwo Naukowe PWN, 2005. ISBN 83-01-14398-3. Brak numerów stron w książce
- Hanna Jadacka: Kultura języka polskiego : fleksja, słowotwórstwo, składnia. Warszawa: Wydawnictwo Naukowe PWN, 2009. ISBN 978-83-0114398-5. Brak numerów stron w książce
- Hanna Jadacka: Słownik poprawnej polszczyzny. Warszawa: Wydawnictwo Naukowe PWN, 2006. ISBN 83-01-14770-9. Brak numerów stron w książce
- Hanna Jadacka: Poprawna polszczyzna : hasła problemowe. Warszawa: Wydawnictwo Naukowe PWN, 2008. ISBN 978-83-01-15562-9. Brak numerów stron w książce
- Hanna Jadacka: Słownik gniazd słowotwórczych współczesnego języka ogólnopolskiego. T. 2, Gniazda odrzeczownikowe. ISBN 83-7052-591-1. Brak numerów stron w książce
- Hanna Jadacka: Poradnik językowy dla prawników. ISBN 83-7507-003-3. Brak numerów stron w książce